# José Quintero (calciatore)
José Alfredo Quintero Ordóñez (Quinindé, 20 giugno 1990) è un calciatore ecuadoriano, centrocampista dell'LDU Quito e della Nazionale ecuadoriana.

## Caratteristiche tecniche
È un esterno destro.

## Carriera

### Club
Ha giocato nella prima divisione ecuadoriana.

### Nazionale
È stato convocato dalla nazionale ecuadoriana per disputare la Copa América 2019.

## Palmarès

### Club

#### Competizioni nazionali
- Primera Categoría Serie B: 1

Aucas: 2014
- Campionato ecuadoriano: 2

LDU Quito: 2018, 2024
- Copa Ecuador: 1

LDU Quito: 2019
- Supercoppa ecuadoriana: 2

LDU Quito: 2021, 2025

#### Competizioni internazionali
- Coppa Sudamericana: 1

LDU Quito: 2023